# Союз писателей Армении
Союз писателей Армении (арм. Հայաստանի գրողների միություն) — творческая организация, объединяющая писателей Армении.
На 2004 год Союз насчитывал 386 членов. Руководящими органами Союза являются: правление (52 члена), президиум (13 членов), председатель Союза и секретари. Высший орган — съезд, который созывается один раз в четыре года.

## История

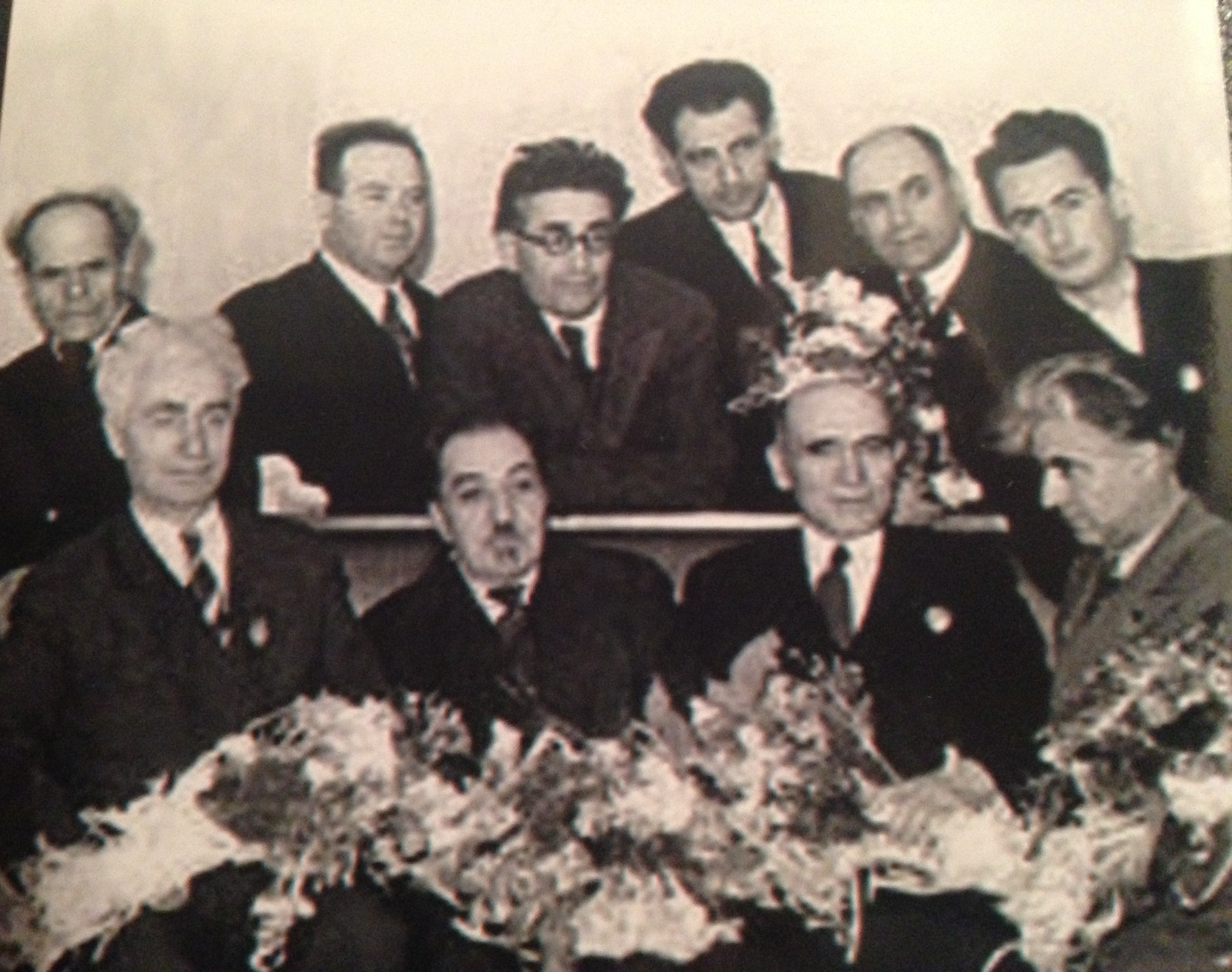
Писатели Армении. 1947 год. Аветик Исаакян сидит, второй слева

Создан как составная часть Союза писателей СССР в августе 1934 года, учредительный съезд прошёл в Ереване с 1 по 5 августа.
Делегация армянских писателей (Ваграм Алазан, Аксел Бакунц, Азат Вштуни, Норайр Дабагян, Дереник Демирчян, Мкртич Джанан (Джананян), Аджиэ Джинди, Забел Есаян, Наири Зарьян, Арутюн Мкртчян, Драстамат Тер-Симонян, Егише Чаренц, Егия Чубар, Ширванзаде) приняла участие в I съезде советских писателей.
14 марта 1933 года в правление Союза были избраны Егиа Чубар (председатель), Наири Зарьян (исполнительный секретарь), Ширванзаде, Егише Чаренц, Дереник Демирчян, Аксель Бакунц, Азат Вштуни, Ваграм Алазан, Норайр Дабагян и другие.
В феврале 1938 года обвинённый в антисоветской деятельности Егия Чубар был расстрелян.
В 1946 году Председателем правления Союза писателей был избран возвратившийся в СССР Аветик Исаакян. На IV (январь 1959 г.), V (ноябрь 1966 г.) и VI (январь 1971 г.) съездах армянских писателей первым секретарем правления избирался Эдвард Топчян. Съезды продемонстрировали успехи армянской социалистической литературы, её тематическое и жанровое богатство
В связи с подъёмом национальных движений в советских республиках, президиум Союза писателей Армении подготовил и 15 июня 1990 года опубликовал проект независимой организации армянских писателей. Х съезд Союза прошёл в два этапа, в сентябре 1990 и в феврале 1991 года. Председателем Союза был избран Ваагн Давтян.
С 2001 года Союз возглавлял Левон Ананян (1946—2013). Председатель Союза с 2013 года — Эдуард Милитонян.